# کلرید هافنیم (IV)
کلرید هافنیم (IV) (به انگلیسی: Hafnium(IV) chloride) با فرمول شیمیایی HfCl۴ یک ترکیب شیمیایی است. که جرم مولی آن ۳۲۰٫۳۰۲ g/mol می‌باشد. شکل ظاهری این ترکیب، جامد بلوری سفید است.